# For a New Liberty
For a New Liberty: The Libertarian Manifesto (1973; andra upplagan 1978; tredje upplagan 1985) är en bok av den amerikanska ekonomen och historikern Murray Rothbard, där författaren förespråkar anarkokapitalism. Verket har ansetts ha påverkat modernt libertarianskt tänkande och en del av den nya högern.

## Sammanfattning
Rothbard förespråkar anarkokapitalism, en variant av statslös libertarianism. Rothbard spårar libertarianismens intellektuella ursprung tillbaka till de klassiska liberala filosoferna John Locke och Adam Smith och den amerikanska revolutionen. Han menar att modern libertarianism inte uppstod som ett svar på socialism eller vänsterpolitik, utan på konservatism. Rothbard ser rätten till självägande och rätten till hemman som etablerandet av den kompletta uppsättningen principer för det libertarianska systemet.
Kärnan i libertarianismen, skriver Rothbard, är icke-aggressionsprincipen: "att ingen människa eller grupp av människor får aggregera mot någon annans person eller egendom." Han menar att även om denna princip nästan universellt tillämpas på privatpersoner och institutioner, anses regeringen stå över den allmänna morallagen och därför inte behöva följa detta axiom.
Rothbard försöker skingra uppfattningen att libertarianismen utgör en sekt eller utlöpare av liberalismen eller konservatismen, eller att dess till synes högerorienterade åsikter om ekonomisk politik och vänsterorienterade åsikter om social- och utrikespolitik är motsägelsefulla.

## Mottagande
Den objektivistiska författaren Peter Schwartz kritiserade de åsikter som Rothbard framförde i *For a New Liberty och skrev att Rothbard, liksom andra libertarianer, varken brydde sig om "strävan efter frihet eller utövandet av förnuft" och endast stödde "utrotning av regeringen och inpräntandet av antistatlig fientlighet". Schwartz hävdade att Rothbard felaktigt betraktade staten som "till sin natur kriminell". Den libertarianska författaren Tom G. Palmer kommenterade 1997 att For a New Liberty "ger en god översikt över den libertarianska världsbilden, även om kapitlen om offentliga politiska frågor och den organiserade libertarianska rörelsen nu är något daterade". Den libertarianska författaren David Boaz skriver att For a New Liberty, tillsammans med Robert Nozicks Anarki, stat och utopi (1974) och Ayn Rands essäer om politisk filosofi, "definierade den 'hard core'-versionen av modern libertarianism, som i huvudsak upprepade Spencers lag om lika frihet: Individer har rätt att göra vad de vill, så länge de respekterar andras lika rättigheter." Den brittiske filosofen Ted Honderich skriver att Rothbards anarkolibertarianism informerade "en messiansk del av den nya högern".
I Radicals for Capitalism (2007) skriver journalisten Brian Doherty om For a New Liberty : "Denna bok strävade efter att i kondenserad form syntetisera de ekonomiska, historiska, filosofiska och politiska elementen i Rothbards vision... boken var tänkt som både en introduktion och ett manifest, så Rothbard proppade in så mycket av sin övergripande frihetsteori som möjligt." ... Rothbard tar itu med de hårdare anarkokapitalistiska ämnena, men smyger in det så smidigt att många läsare kanske inte märker att detta 'libertarianska manifest' främjar anarkism."
Filosofen Edward Feser menade att bokens centrala argument till stor del är filosofiskt meningslöst. Senare skrev professor Gerard Casey en kritisk artikel om detta, och de svarade på varandra.

## Publiceringshistorik
År 2006 gav Ludwig von Mises-institutet ut en ny inbunden utgåva, med en ny introduktion av Lew Rockwell. Det fanns också översättningar till spanska, italienska och portugisiska.
Engelska
- Collier Macmillan. 1973. Inbunden.ISBN 0-02-605300-4 ISBN 0-02-605300-4
- Reviderad utgåva, Collier Books, 1978. Pocketbok
- Libertarian Review Foundation, New York, 1985, 2:a upplagan 1989.ISBN 0-930073-02-9 ISBN 0-930073-02-9
- Universitetsförlaget i Amerika. Pocketbok. 1986.ISBN 0-8191-4981-0 ISBN 0-8191-4981-0
- Fox & Wilkes. 1989. Pocketbok.ISBN 0-930073-02-9 ISBN 0-930073-02-9
- Ludwig von Mises-institutet. 2006. Inbunden.ISBN 0-945466-47-1 ISBN 0-945466-47-1

Spanska
- Hacia una Nueva Libertad: El Manifiesto Libertario. Grito Sagrado. 2006. Pocketbok.ISBN 987-1239-01-7 ISBN 987-1239-01-7

Italienska
- 1996 För en ny frihet. Liberilibri, Macerata. 1996. Pocketbok.
- 2004 För en ny frihet. Liberilibri, Macerata. 2004. Pocketbok.ISBN 88-85140-27-0 ISBN 88-85140-27-0

Portugisiska
- Por Uma Nova Liberdade O Manifesto Libertário. Instituto Ludwig von Mises do Brasil. 2013. Pocketbok.ISBN 978-85-8119-060-0 ISBN 978-85-8119-060-0

Ukrainska
- Rotbard, Murey. До нової свободи. Лібертаріанський маніфест / пер. från engelska Олександр Гросман, ред. Володимир Золотарьов, К. K. I. C., 2022. — 427 c. Pocketbok.ISBN 978-617-684-270-5 ISBN 978-617-684-270-5